# Katarzyna Krasoń
Katarzyna Stanisława Krasoń – polska pedagog, doktor habilitowany nauk humanistycznych, profesor nadzwyczajny Katedry Pedagogiki Muzyki Wydziału Kompozycji, Interpretacji, Edukacji i Jazzu Akademii Muzycznej im. Karola Szymanowskiego w Katowicach, Instytutu Pedagogiki Wydziału Nauk Społecznych Uniwersytetu Śląskiego Katedry Pedagogiki Wydziału Nauk Społecznych i Technicznych Śląskiej Wyższej Szkole Zarządzania im. gen. Jerzego Ziętka w Katowicach.

## Życiorys
W 1990 ukończyła studia pedagogiczne na Uniwersytecie Śląskim w Katowicach, 7 czerwca 1994 obroniła pracę doktorską Świat baśni, legendy i historii, czyli o pisarstwie Kornelii Dobkiewiczowej dla dzieci i młodzieży, 12 grudnia 2006 habilitowała się na podstawie pracy zatytułowanej Dziecięce odkrywanie tekstu literackiego - kinestetyczne interpretacje liryki. 11 czerwca 2015 nadano jej tytuł profesora w zakresie nauk społecznych.
Objęła funkcję profesora nadzwyczajnego Katedry Pedagogiki Muzyki Wydziału Kompozycji, Interpretacji, Edukacji i Jazzu Akademii Muzycznej im. Karola Szymanowskiego w Katowicach, Instytutu Pedagogiki Wydziału Nauk Społecznych Uniwersytetu Śląskiego Katedry Pedagogiki Wydziału Nauk Społecznych i Technicznych Śląskiej Wyższej Szkole Zarządzania im. gen. Jerzego Ziętka w Katowicach.
Była dyrektorem Instytutu Pedagogiki, oraz prodziekanem na Wydziale Pedagogiki i Psychologii Uniwersytetu Śląskiego.